# I. e. 342
Évszázadok: i. e. 5. század – i. e. 4. század – i. e. 3. század
Évtizedek: i. e. 390-es évek – i. e. 380-as évek – i. e. 370-es évek – i. e. 360-as évek – i. e. 350-es évek – i. e. 340-es évek – i. e. 330-as évek – i. e. 320-as évek – i. e. 310-es évek – i. e. 300-as évek – i. e. 290-es évek
Évek: i. e. 347 – i. e. 346 – i. e. 345 – i. e. 344 –  i. e. 343 – i. e. 342 – i. e. 341 – i. e. 340 – i. e. 339 – i. e. 338 – i. e. 337

## Események

### Görögország
- II. Philipposz makedón király meghívja Arisztotelészt, hogy tanítsa fiát, Alexandroszt (a későbbi Nagy Sándort). A leghíresebb görög filozófusnak fel kell készítenie a leendő királyt uralkodói feladataira.
- Philipposz Trákia ellen indít hadjáratot, hogy bekebelezze azt birodalmába. Ezalatt a Kherszonészosz-félszigeten Kardia városa megtagadta athéni telepesek befogadását, ezért Diopeithész feldúlta a környékét. Philipposz tiltakozó követséget küld Athénba, hogy követelje a saját városai környékét is veszélyeztető zsoldosvezér visszahívását, de Démoszthenész meggyőzi az athénieket, hogy ne hívják vissza Diopeithészt.

### Szicília
- A korinthoszi hadvezér, Timoleón Szürakuszai után több környező városra kiterjeszti hatalmát, elűzve azok türannoszait és felkészül a fenyegető karthágói támadásra.

### Róma
Rómában Quintus Servilius Ahalát és Caius Martius Rutilust választják consulnak. A folyamatban lévő első szamnisz háborúban nem történnek összecsapások, de a Campania városait biztosító római seregben összeesküvést szőnek a városok megkaparintására. Rutilus tudomást szerez az összeesküvésről és a szervezők egy részét csendben eltávolítja, de a többiek fellázadtak és a patrícius Titus Quinctiust kényszerítik hogy élükre álljon. A lázadás miatt Marcus Valerius Corvust dictatorrá választják, aki vérontás nélkül rábeszéli a felkelőket a megadásra.

### Kína
- Csi állam Szun Pin vezette hadserege a malingi csatában legyőzi Vej állam csapatait. A csatában került sor a kézi számszeríjak - megbízható forrás szerinti - első használatára.

## Születések
- Menandrosz, görög színműíró

## Halálozások
- Pang Csuan, kínai hadvezér (öngyilkos lett a vesztes malingi csata után)

## Fordítás
- Ez a szócikk részben vagy egészben  a(z)   342 BC című angol Wikipédia-szócikk ezen változatának fordításán alapul.  Az eredeti cikk szerkesztőit annak laptörténete sorolja fel. Ez a jelzés csupán a megfogalmazás eredetét és a szerzői jogokat jelzi, nem szolgál a cikkben szereplő információk forrásmegjelöléseként.